# Salanova
Salanova es un despoblado del municipio de Lascuarre, en la comarca de la Ribagorza, provincia de Huesca, Aragón. Está situado al lado de la carretera que pasa por el valle de Isábena. 

## Historia
Su primera mención documental aparece en el 1204, cuando "Berengarius de Salanova" aparece mencionado en la colección diplomática del Monasterio de San Victorián.
Fue abandonado en la década de 1960.

## Patrimonio

### Patrimonio religioso
- Ermita de San Macario, de planta rectangular cubierto con bóveda de cañón y un pequeño ábside semicircular cubierto con una bóveda de horno.
- Ermita de San Macario antigua,  construida en el siglo xii, actualmente está en ruinas y sus restos fueron utilizados para construir la nueva ermita.[5]Aun así conserva una hornacina.[6]

### Patrimonio civil
- Casa Arrendador, levantada en el siglo XVII, se trata de la casa de mayor tamaño de la población.[7]

### Patrimonio natural
- Carrasca de Salanova catalogada como árbol singular por el Gobierno de Aragón.[4]